# اتهاکلاندا
اتهاکلاندا (به لاتین: Etakehellanda) یک منطقهٔ مسکونی در سری‌لانکا است که در استان مرکزی (سری‌لانکا) واقع شده‌است.